# Chaîne de vacances
Une chaîne de vacances (où vacance est pris dans son sens étymologique de "place libre") est une structure sociale par laquelle les ressources sont distribuées aux consommateurs. Dans une chaîne de vacances, une nouvelle unité de ressource qui arrive dans une population est prise par le premier individu en ligne, qui laisse ensuite son ancienne unité derrière elle. Cette ancienne unité est prise par un second individu, laissant son ancienne unité derrière elle, et ainsi de suite. 

## Processus
Les chaînes de vacances démarrent lorsqu'une vacance initiale entre dans une population, par exemple lorsqu'une nouvelle maison est construite, une nouvelle voiture fabriquée ou un nouvel emploi créé. Il peut également commencer lorsqu'une unité existante est libérée par une personne quittant le système étudié, par exemple un employé qui prend sa retraite ou un propriétaire qui se rend dans une maison de retraite. 
Une chaîne prendra fin, généralement avec un nouvel entrant dans le système ou lorsque la dernière unité d'une chaîne est abandonnée, fusionnée ou détruite. Cela peut concerner une nouvelle recrue, ou lorsqu'une maison de la chaîne est démolie, laissée vide, ou que les tâches d'un emploi vacant sont réparties entre d'autres employés. Une chaîne de vacances est simplement la séquence de mouvements effectués par une vacance, de la première entrée dans un système à la résiliation finale. La répartition des ressources matérielles et des positions sociales à travers les processus de la chaîne de postes à pourvoir requiert que les objets distribués possèdent un certain nombre de qualités abstraites. Ces qualités incluent que les unités de ressources en question sont réutilisables, discrètes, identifiables et utilisées par un individu ou un groupe social à la fois. 
En outre, dans les systèmes de mobilité de la chaîne de vacance, une unité doit être vacante avant de pouvoir être occupée par un nouvel occupant; les individus doivent vouloir de temps en temps de nouvelles unités, généralement plus grandes ou meilleures; les logements vacants doivent être rares (le nombre est petit comparé au nombre d'individus qui le souhaitent); et la plupart des membres d'un groupe doivent déjà avoir des unités pour pouvoir en laisser une lorsqu'ils se déplacent dans une nouvelle. 
Afin de retracer une chaîne de vacances, un chercheur note une vacance entrant dans un système et suit cette vacance, qui passe successivement à un certain nombre d'unités de ressources avant de quitter le système. Comme les chaînes de vacances chez l’être humain mettent souvent beaucoup de temps, de l’ordre de quelques mois, du début à la fin et parce que les chaînes impliquent souvent des personnes dispersées géographiquement, les chercheurs les retracent généralement en les reconstruisant à partir de registres organisationnels ou de séries d'entretiens liés. 
La longueur d'une chaîne de vacances est le nombre de mouvements effectués par une vacances depuis son entrée dans un système, y compris la résolution terminale. Des chaînes plus longues et des unités de ressources plus coûteuses génèrent des avantages plus importants, tandis que des chaînes plus courtes et des unités moins coûteuses génèrent des bénéfices plus modestes pour les individus et les institutions concernés. Les chaînes de vacances ont des effets structurés sur d'autres individus et, dans le cas humain, des institutions connectées aux individus primaires obtenant effectivement des ressources dans les chaînes. 

## Effets sur les postes de travail
Généralement, lorsqu'un poste vacant survient, le plus grand nombre des personnes qui occupent le(s) poste(s) vient du marché du travail interne plutôt que de l'embauche d'une nouvelle personne. Les personnes déplacées et / ou promues à un nouvel emploi / poste gagnent souvent un salaire plus élevé, assorti d'avantages supplémentaires, ce qui a un impact important sur l'organisation. Les personnes concernées par des chaînes de postes vacants commençant dans une organisation sont généralement mobiles vers le haut dans des sauts de statut faibles à modérés ou mobiles latéralement dans le même statut; ils éprouvent rarement une mobilité descendante. Dans les systèmes dans lesquels elles fonctionnent, les chaînes de postes vacants ont une forte influence sur la démographie organisationnelle. Des facteurs tels que la distribution de la durée de service des individus au sein de l'organisation, les taux d'avancement dans le système, la répartition par âge des individus dans des strates particulières, les effets de cohorte sur la mobilité dans le système et les temps d'attente pour un avancement. Plusieurs chercheurs ont utilisé des études de chaînes de postes vacants pour étudier l'égalité des chances d'accès des différents groupes aux possibilités de mobilité. 
Le nombre et les strates initiales des chaînes de postes vacants créés influent sur les perspectives de carrière des individus sur le marché du travail interne et des personnes sur le point d'entrer. Plus le nombre de chaînes initialisées à un niveau supérieur est élevé, plus les possibilités de mobilité offertes aux individus dans l'ensemble du système sont nombreuses, plus les chaînes descendent, et plus les individus accédant rapidement à un statut élevé ou à de grandes unités et positions. D'un autre côté, si les chaînes sont généralement créées à des niveaux inférieurs, les personnes occupant déjà des postes de statut élevé verront leur carrière se stabiliser, tandis que seules les personnes des niveaux inférieurs évolueront relativement rapidement avant d'atteindre le goulet d'étranglement de leur carrière causé par le manque d'opportunités aux niveaux supérieurs. 

## Chez d'autres espèces

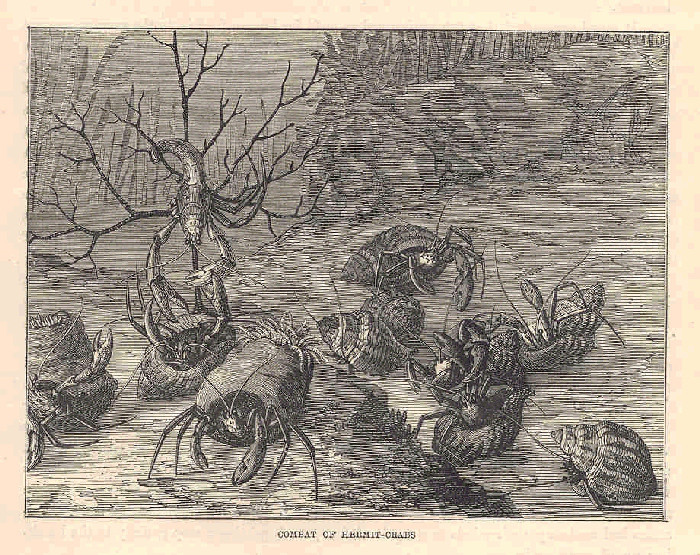
Combat de Bernard-L'Hermite.

Des chaînes de vacances synchrones et asynchrones ont été documentées parmi les populations terrestres et marines de crabes ermites. Les crabes vivent dans des coquillages laissés par d’autres espèces, mais ils doivent évoluer dans un nouveau coquillage plus grand. Lorsqu'une coquille vacante devient disponible, les crabes peuvent former lentement une chaîne, allant du plus grand au plus petit crabe jusqu'à ce que la taille voulue pour la coquille soit atteinte. Une fois que le crabe "Boucle d'or" occupe sa nouvelle coquille et laisse son ancienne coquille vide, les crabes échangent ensuite rapidement leurs coquilles jusqu'à ce qu'ils aient tous une coquille plus grande (abandonnant la plus petite), leur permettant de grandir sans restriction. Ce comportement fait du bernard-l'ermite un modèle animal idéal pour tester les prédictions de la théorie de la chaîne de vacances. Des chaînes similaires basées sur des abris sont susceptibles de se produire dans de nombreux groupes d'animaux qui utilisent des ressources discrètes et réutilisables limitées à l'occupation par un seul individu ou un groupe à la fois. D'autres exemples incluent les poissons-clowns habitant des anémones et les oiseaux nidifiant dans des cavités.

## Voir également
- Chaînes de Markov
- Fonctionnalisme structurel

## Sources
- Harrison Colyar White, Chains of Opportunity: System Models of Mobility in Organizations, Harvard University Press, 1970.